# Copa Rei Fahd de 1992
A Copa Rei Fahd de 1992 (كأس الملك فهد 1992, em árabe) foi a 1.ª edição do torneio que aconteceu na Arábia Saudita em outubro de 1992. Foi conquistada pela Argentina, que venceu a Arábia Saudita por 3–1 na final. A Copa Rei Fahd foi a antecessora da Copa das Confederações. O torneio de 1992 foi o único a não apresentar uma fase com grupos e ter apenas quatro seleções participantes.

## Equipes participantes

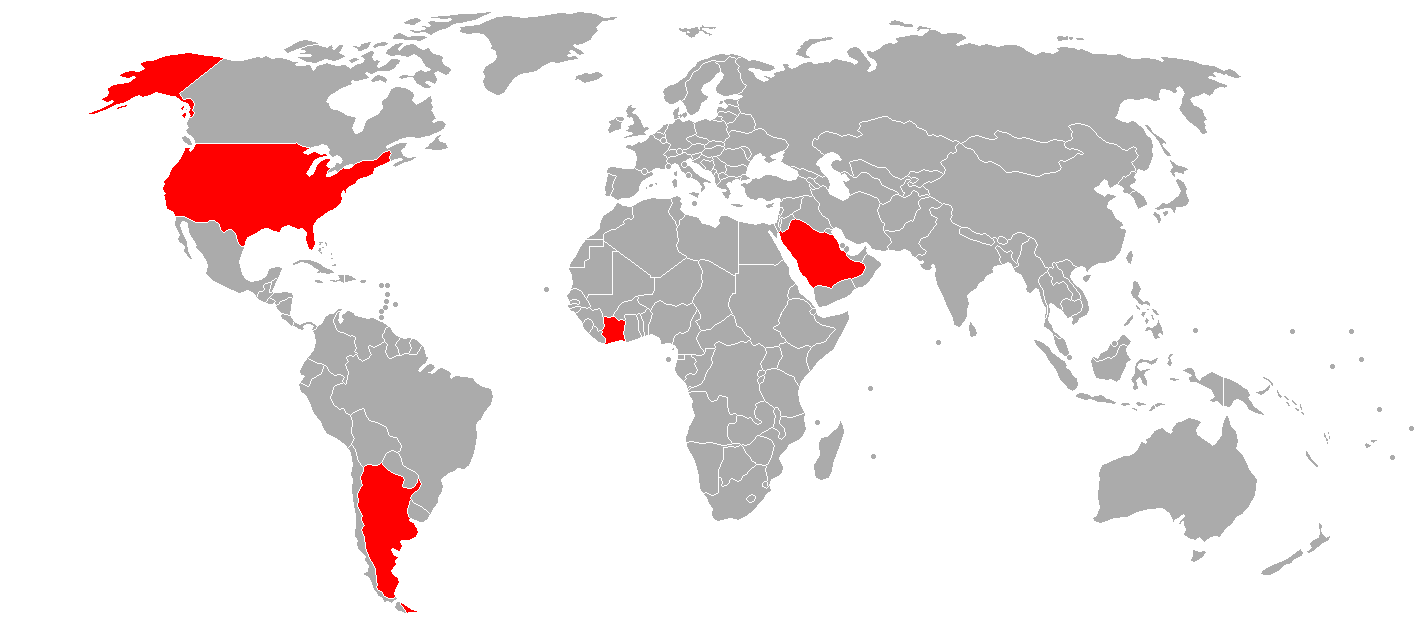
Equipes participantes da Copa Rei Fahd de 1992

| Equipe          | Confederação | Qualificação                                | Data de qualificação   | Participação | Melhor resultado |
| --------------- | ------------ | ------------------------------------------- | ---------------------- | ------------ | ---------------- |
| Arábia Saudita  | AFC          | Antrifiã e campeã da Copa da Ásia de 1988   | 18 de dezembro de 1988 | 1º           | Estreantes       |
| Estados Unidos  | CONCACAF     | Campeã da Copa Ouro da CONCACAF de 1991     | 7 de julho de 1991     | 1º           | Estreantes       |
| Argentina       | CONMEBOL     | Campeã da Copa América de 1991              | 21 de julho de 1991    | 1º           | Estreantes       |
| Costa do Marfim | CAF          | Campeã da Copa das Nações Africanas de 1992 | 26 de janeiro de 1992  | 1º           | Estreantes       |

## Sede
Todos os jogos aconteceram em um único estádio:
| RiadeCopa Rei Fahd de 1992 (Arábia Saudita) | Riade                          |
| RiadeCopa Rei Fahd de 1992 (Arábia Saudita) | Estádio Internacional Rei Fahd |
| RiadeCopa Rei Fahd de 1992 (Arábia Saudita) | Capacidade: 67 000             |
| RiadeCopa Rei Fahd de 1992 (Arábia Saudita) |                                |

## Árbitros
Neste torneio foram selecionados apenas 4 árbitros.
| Árbitros                     |     |
| AFC                          | AFC |
| ---------------------------- | --- |
| SYR Jamal Al Sharif          |     |
| CAF                          |     |
| MRI An-Yan Lim Kee Chong     |     |
| CONCACAF                     |     |
| CRC Rodrigo Badilla Sequeira |     |
| CONMEBOL                     |     |
| BRA Ulisses Tavares da Silva |     |

## Resultados
|  | Semifinais           | Semifinais           |   |                      | Final                | Final |  |
|  |                      |                      |   |                      |                      |       |  |
|  | 15 de outubro – Riad |                      |   |                      |                      |       |  |
|  | Estados Unidos       | 0                    |   |                      |                      |       |  |
|  | Arábia Saudita       | 3                    |   |                      |                      |       |  |
|  |                      |                      |   |                      |                      |       |  |
|  |                      |                      |   |                      | 20 de outubro – Riad |       |  |
|  |                      |                      |   |                      | Arábia Saudita       | 1     |  |
|  |                      | Argentina            | 3 |                      |                      |       |  |
|  |                      |                      |   |                      |                      |       |  |
|  |                      |                      |   |                      |                      |       |  |
|  |                      |                      |   |                      | Terceiro lugar       |       |  |
|  | 16 de outubro – Riad | 16 de outubro – Riad |   | 19 de outubro – Riad | 19 de outubro – Riad |       |  |
|  | Argentina            | 4                    |   | Estados Unidos       | 5                    |       |  |
|  | Costa do Marfim      | 0                    |   |                      | Costa do Marfim      | 2     |  |

### Semifinais
| 15 de outubro | Estados Unidos | 0 – 3     | Arábia Saudita                                   | Estádio Rei Fahd, Riad                                |
| 20:00         |                | Relatório | Al Bishi 48' · Al-Thunayan 74' · Al Muwallid 84' | Público: 70 000 Árbitro: BRA Ulisses Tavares da Silva |

| 16 de outubro | Argentina                                       | 4 – 0     | Costa do Marfim | Estádio Rei Fahd, Riad                       |
| 20:00         | Batistuta 2', 10' · Altamirano 67' · Acosta 81' | Relatório |                 | Público: 15 000 Árbitro: SYR Jamal Al Sharif |

### Decisão do terceiro lugar
| 19 de outubro | Estados Unidos                                         | 5 – 2     | Costa do Marfim      | Estádio Rei Fahd, Riad                               |
| 20:00         | Balboa 12' · Jones 31' · Wynalda 56' · Murray 67', 83' | Relatório | Traoré 16' · Sie 76' | Público: 9 500 Árbitro: CRC Rodrigo Sequeira Badilla |

### Final
| 20 de outubro | Argentina                                  | 3 – 1     | Arábia Saudita | Estádio Rei Fahd, Riad                            |
| 20:00         | Rodríguez 18' · Caniggia 24' · Simeone 64' | Relatório | Al-Owairan 65' | Público: 75 000 Árbitro: MRI Lim Kee Chong An-Yan |

## Premiações
| Campeã da Copa Rei Fahd de 1992 |
| Argentina                       |
| ------------------------------- |
| Argentina Campeã (1..º título)  |

## Melhores marcadores
2 golos
- Bruce Murray
- Gabriel Batistuta